# Meizoglossa
Meizoglossa é um gênero de traça pertencente à família Arctiidae.